# Roodkoplijstergaai
De roodkoplijstergaai (Trochalopteron erythrocephalum; synoniem: Garrulax erythrocephalus) is een zangvogel uit de familie Leiothrichidae.

## Verspreiding en leefgebied
Deze soort komt voor in de Himalaya en telt drie ondersoorten:
- T. e. erythrocephalum: noordelijk India.
- T. e. kali: westelijk en centraal Nepal.
- T. e. nigrimentum: van oostelijk Nepal tot noordoostelijk India.

## Status
De grootte van de populatie is niet gekwantificeerd maar de soort wordt omschreven als algemeen. Op de Rode lijst van de IUCN heeft deze soort de status niet bedreigd.